# Mittimalkapur, Raichur
Mittimalkapur là một làng thuộc tehsil Raichur, huyện Raichur, bang Karnataka, Ấn Độ.